# Amtsgericht Zehden
Das Amtsgericht Zehden war ein preußisches Amtsgericht mit Sitz in Zehden, Provinz Brandenburg.

## Geschichte
Seit 1849 bestanden in Preußen Kreisgerichte. Das Kreisgericht Königsberg Nm. war dem Appellationsgericht Frankfurt a. d. Oder nachgeordnet. In Zehden bestand eine Zweigstelle (Gerichtskommission) des Kreisgerichts Königsberg. Im Rahmen der Reichsjustizgesetze wurden diese Gerichte 1879 aufgehoben. Das königlich preußische Amtsgericht Zehden wurde mit Wirkung zum 1. Oktober 1879 als eines von 14 Amtsgerichten im Bezirk des Landgerichtes Landsberg a.W. im Bezirk des Kammergerichtes gebildet. Der Sitz des Gerichts war die Stadt Zehden. Sein Gerichtsbezirk umfasste aus dem Landkreis Königsberg Nm. den Stadtbezirk Zehden und die Amtsbezirke Carlstein, Alt-Güstrinchen, Grüneberg-Selchow, Hohen-Lübbichow, Alt-Lietzegöricke, Niederwutzow, Alt-Rüdnitz, Wrechow und Zäckerick. Am Gericht bestand 1880 eine Richterstelle. Das Amtsgericht war damit ein kleines Amtsgericht im Landgerichtsbezirk.
Im Jahre 1945 wurde der Sprengel des Gerichtes unter polnische Verwaltung gestellt. Das Amtsgericht Zehden musste entsprechend seine Tätigkeit einstellen.